# Станислав Урбанчик
Станѝслав Урба̀нчик (на полски: Stanisław Urbańczyk) е полски езиковед, славист, професор.
Той е дългогодишен преподавател в Ягелонския, Торунския и Познанския университети, член на Полската академия на науките, където ръководи Лингвистичния отдел и Института за полски език. Автор на редица трудове в областта на историята на езика, диалектологията, лексикографията, синтаксиса, ономастиката, ортографията и др.
По време на Втората световна война затворник в концентрационните лагери „Заксенхаузен“ (1939 – 1940) и „Дахау“ (1940).

## Трудове
- Z dawnych stosunków językowych polsko-czeskich. Cz. I. Biblia królowej Zofii a staroczeskie przekłady Pisma św. (1946)
- Religia pogańskich Słowian (1947)
- Zarys dialektologii polskiej (1962)
- Polszczyzna piękna i poprawna (1963)
- Słowniki, ich rodzaje i użyteczność (1963)
- Gramatyka historyczna języka polskiego (1964) – в съавторство със Зенон Клеменшевич и Тадеуш Лер-Сплавински
- Uniwersytet za kolczastym drutem (1975)
- Dawni Słowianie – wiara i kult (1991)